# Apinoglossa
Apinoglossa là một chi bướm đêm thuộc phân họ Tortricinae của họ Tortricidae.

## Các loài
- Apinoglossa comburana Moschler, 1891